# Slightly Dangerous
Slightly Dangerous – amerykańska komedia romantyczna z 1943 roku w reżyserii Wesleya Rugglesa.

## Fabuła
Peggy postanawia zmienić swoją tożsamość, zostawiając swojego chłopaka, podejrzanego o jej „zniknięcie”.

## Obsada
- Lana Turner – Peggy Evans / „Carol Burden”
- Robert Young – Bob Stuart
- Walter Brennan – Cornelius Burden
- Dame May Whitty – Baba
- Eugene Pallette – Durstin
- Alan Mowbray – angielski gentleman
- Florence Bates – pani Amanda Roanoke-Brooke
- Howard Freeman – pan Quill
- Millard Mitchell – Baldwin
- Ward Bond – Jimmy
- Pamela Blake – Mitzi
- Ray Collins – Snodgrass
- Gordon Richards  - Garrett, kamerdyner
- Emory Parnell – policjant
- Robert Blake – chłopiec na ganku (niewymieniony w czołówce)